# Гајер
Гајер (њем. Geyer) град је у њемачкој савезној држави Саксонија. Једно је од 69 општинских средишта округа Ерцгебирге. Према процјени из 2010. у граду је живјело 3.962 становника. Посједује регионалну шифру (AGS) 14521210.

## Географски и демографски подаци
Гајер се налази у савезној држави Саксонија у округу Ерцгебирге. Град се налази на надморској висини од 550–741 метра. Површина општине износи 18,8 km². У самом граду је, према процјени из 2010. године, живјело 3.962 становника. Просјечна густина становништва износи 211 становника/km².

## Међународна сарадња
| Мјесто   | Држава   | Врста сарадње | Од    |
| -------- | -------- | ------------- | ----- |
| Кецел    | Мађарска | пријатељство  | 1991. |
| Уречу    | Шпанија  | пријатељство  | 1991. |
|          | Тајван   | партнерство   | 1992. |
| Гуфидаун | Италија  | пријатељство  | 1991. |
| Извор    |          |               |       |